# Quercus rosacea
Quercus rosacea är en bokväxtart som beskrevs av Johann Matthäus Bechstein. Quercus rosacea ingår i släktet ekar, och familjen bokväxter. Inga underarter finns listade i Catalogue of Life.